# 细伟
细伟（泰語：、皇家轉寫：Si-ui，1927年—1959年9月16日），原名黄利辉 (泰語：、皇家轉寫：Li-ui Sae-Ueng)，泰国连环杀手，于20世纪50年代连续杀害大约6名孩童，并取心挖脑烹食。1958年，法院对其进行了审判。初审时法院因其认罪态度，而使其免于死刑，但检察官随后对判决提出上诉，上诉法院同意并判处其死刑。据报道，细伟听到判决后昏迷不醒，警察对其吐了几口香烟烟气后才苏醒过来。细伟被关押在邦广中央监狱，在时任军政府总理沙立·他那叻签署死刑令后，细伟于1959年9月16日被枪决。

## 生平

### 早年
细伟于1927年出生在中国廣東省港口城市汕头的一个农民家庭，是兄弟姐妹四人中最小的。其父名為黄洪浩(音)，其母名為白婷(音)。他小时候家贫，父母没时间照顾他所以他经常上街游手好闲。他经常遭到同龄或大龄孩子们的攻击和霸凌，一直怀恨在心。他后来遇到一个算命师，对他说应当多吃心脏和肝脏好让自己更有胆量面对霸凌。
1945年，黄利辉被征入伍参军抗日，服役于陆军第8军。他自述其部队曾被日本军队阻断并围困数个星期之久，当其同胞为生存而食草时，他却以人肉(取自战死的士兵)充饥。这是他第一次食人肉。
战后，黄利辉退役返乡。因为汕头十分贫困及中國發生內戰，很多人移民泰国谋生。他也于1946年12月28日偷渡成功到达泰国。他的第一个落脚点是帕纳空省的甜瓜里（Tai Guat Lane）天津酒店。

### 移居泰国
在泰国，他的名字被泰国人误读使得他从利辉改名为细伟。他需到處打雜，但是由于沒有劳基法，他的身体每况愈下。这使得他想起了算命师的建议。他自述在班武里府塔沙奇县首度尝试杀人，1954年4月10日晚上在塔萨卡埃市场附近袭击了第一个受害者。他趁父母不注意，捂住了8岁小女孩班贡帕蒙苏特的口鼻，拖拽到了磨坊背暗处。受害人窒息后被细伟拖拽到运河旁边，细伟以5英寸长刀割喉准备杀人，但此时有人路过，细伟迅速逃离。受害者被救起后奇迹般存活，唯咽部有刀疤。如今受害人在曼谷经营食品店。5月19日夜晚，细伟在同塔区故技重施，趁父母不注意时袭击了11岁的小女孩尼德·萨普。细伟将尼德拖拽到火车站背面的高草中，使用利刃刺喉。杀人后，细伟将尸体沿铁道拖拽了3公里进入铁路桥下分尸。细伟将死者自胸口向下切腹，取出心脏、肝脏放入裤袋中回家存入水壶中。细伟吃掉心肝后上床睡觉。11月份在曼谷杀害6岁的穆艾楚后，他分别于6月22日和10月28日在班武里府的三來旭县谋杀了7岁的金陽和10岁的顏。1957年2月6日在佛统府塔华街道上杀害了5岁的男童颂文·布尼亚坎。该男童刚放学，按照父亲要求前往蔬果园买菜。而该蔬果园恰恰是细伟所工作的地方。细伟用刀刺杀死了男孩，随后从胸到胃切开取心、肝。不见孩子回家的父亲和叔叔寻找男孩时，细伟立即焚烧屍體。细伟被捕。犯罪证词均由细伟自述。

### 判刑
1959年9月17日，細偉被執行了死刑，槍決伏法。

### 後續
细伟的尸身被瑪希敦大學醫學院法医学系主任Songkran Niyomsen教授和医学博士们处理。他的脑部也被取出检查研究是否存在食人族特质。之後被製作成乾屍，展示在西里拉醫院附設死亡博物館中的法醫博物館裡，放置於玻璃櫃呈現站姿的狀態展示。他的血管被注射福尔马林，身体被干腌，全身浸泡护理1年，每两年打蜡防止变质发霉。
因未能得到家屬同意遺體展出引起爭議，部分人呼吁将细伟的尸首移出博物馆，但是他來到泰國到死後被製成乾屍已長達多年，醫院方嘗試為細偉尋找親屬，希望可以討論葬禮事宜，因未能找到其家属接收而继续保管。
後來有記錄片指出細偉可能是代罪羔羊，包括法庭上的證詞有疑點，且對警方文件的研究顯示，被細偉殺死的3名兒童，身體沒有任何缺失，懷疑兇手食用器官的罪名是否造假；且當年泰國反華情緒高漲，細偉更有可能是冤死。1958年被捕時，細偉否認吃小孩，但仍被判死刑。根據外媒報導，醫院已經拿掉「食人魔」標籤，表示乾屍對醫學有極大貢獻價值，不會進行相關案件的判決。
之後博物館和囚禁過細偉的邦廣中央監獄共同計劃，於2020年7月23日舉行火化儀式。

## 改编作品
- 电影《食人狂魔》（2004年）